# Turdus iliacus

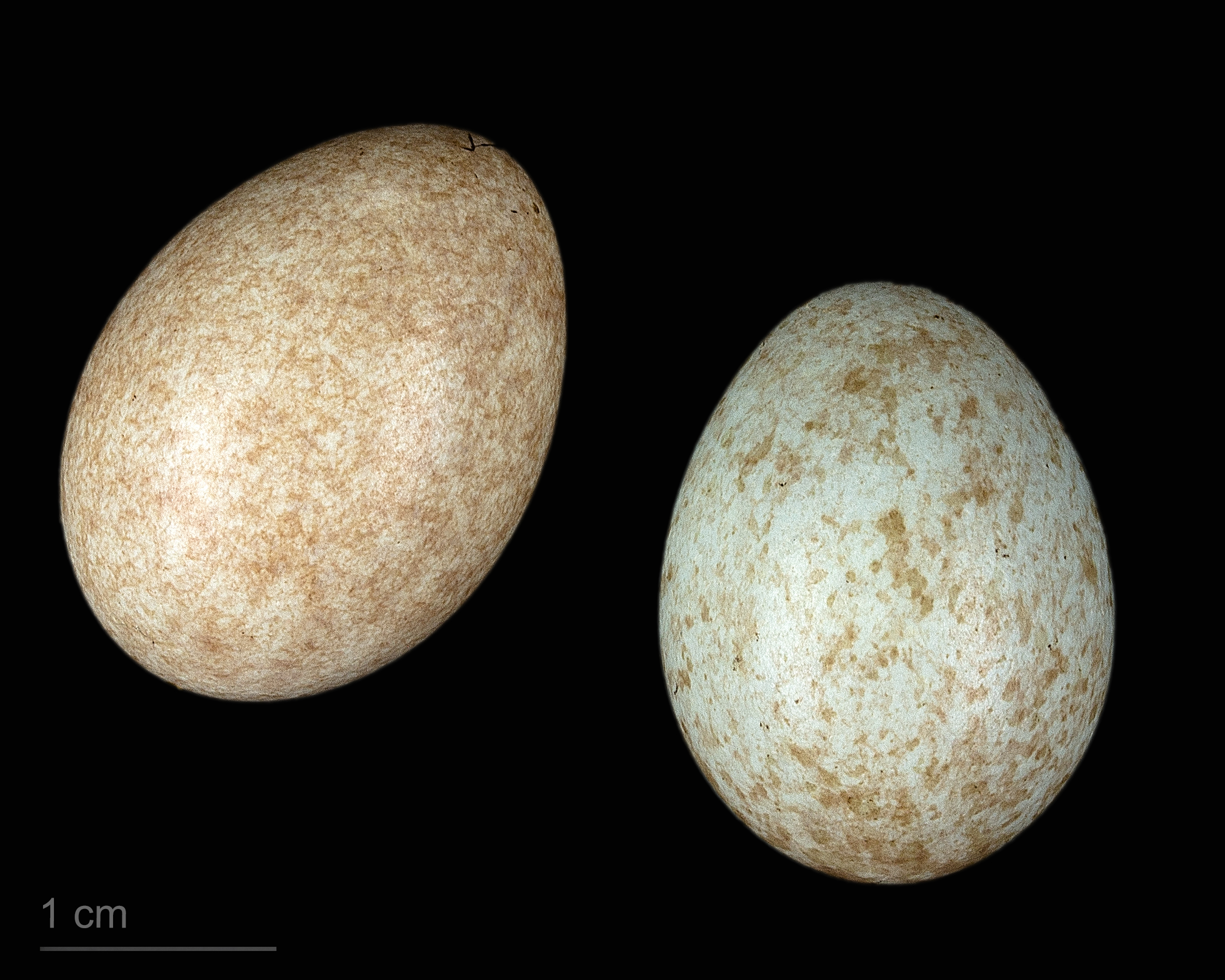
Turdus iliacus coburni

Turdus iliacus là một loài chim trong họ Turdidae.